# شركة مطارات فيتنام
شركة المطارات الفيتنامية - JSC ( فيتنامية: Tổng công ty cảng hàng không Việt Nam - CTCP)‏ هي شركة مساهمة حكومية فيتنامية تمتلك 95.4٪ من الأسهم المملوكة للدولة ، ويقع مقرها في مدينة هوشي منه . تأسست الشركة ، التي تعمل تحت إشراف وزارة النقل الفيتنامية ، في 8 يناير 2012 عندما تم دمج ثلاث شركات تشغل مطارات في شمال ووسط وجنوب فيتنام في 28 فبراير 2012  تدير الشركة و تدير 21 مطارًا مدنيًا في فيتنام ، بما في ذلك ثمانية مطارات دولية وثلاثة عشر مطارًا محليًا. يقع المقر الرئيسي للشركة في مطار تان سون نهات الدولي ، أكثر المطارات ازدحامًا في فيتنام.

## روابط خارجية
- الموقع الرسمي
</img>
- ترانج مينج شينه ثوك